# Baconsthorpe
Baconsthorpe est un village et une paroisse civile du Norfolk, en Angleterre.